# De gouden locomotief
De gouden locomotief is het honderdvierde stripverhaal uit de reeks van Suske en Wiske. Het is het tweede verhaal in de serie dat in eerste instantie was verschenen als poppenfilm, om vervolgens te worden omgewerkt tot een stripverhaal. De afleveringen van de poppenfilm werden op de Nederlandse televisie uitgezonden van 1 december 1975 tot en met 26 januari 1976, waarna Paul Geerts op basis van het verhaal een nieuwe Suske en Wiske-strip maakte. De eerste albumuitgave in de Vierkleurenreeks was in november 1976, met nummer 162.

## Locaties
- het Wilde Westen met indianendorp met heilige totempaal, Grote Canyon/Red Canyon, verborgen vallei

## Personages
- Suske, Wiske, tante Sidonia, Lambik, Jerom, professor Barabas, Krimson, Lichte Veder, Sachem Soepoog, de gouden locomotief

## Uitvindingen
- De teletijdmachine, walkie-talkieschoen

## Het verhaal
Lambik komt bij tante Sidonia en laat zien dat hij de hoed van Buffalo Bill heeft gekocht, een hoed uit 1875. Dan valt er een briefje uit de hoed. Buffalo Bill was verdwaald in de Grote Canyon en zag een gouden locomotief. Hij maakte een kaart en verborg deze in zijn hoed. Buffalo Bill werd geveld door een zonnesteek en werd hierna wakker in een fort, hij kon de locomotief echter niet terugvinden.
Krimson luistert de vrienden af en breekt ’s nachts in om de hoed te stelen, maar tante Sidonia kan dit voorkomen. Professor Barabas ziet de gouden locomotief op het scherm van de teletijdmachine en leest in boeken over legenden uit het Wilde Westen dat de gouden locomotief kon praten en alleen rondreed. Krimson komt bij professor Barabas en dwingt hem om zich naar het verleden te laten flitsen. De vrienden komen aan bij het laboratorium en laten zich ook naar het Wilde Westen van 1875 flitsen. Lambik heeft de kaart per ongeluk verbrand en Jerom besluit niet met zijn vrienden mee te gaan omdat hij als decorbouwer bij de televisie werkt. Professor Barabas stuurt de vrienden naar de jachtvelden van de Papache-indianen en Lambik wordt gezien door Lichte Veder. Als de indianenvrouw wordt aangevallen door een grizzlybeer redt Lambik haar en ze wil dan met hem trouwen. De vrouw vertelt dat haar vader, Sachem Soepoog, het opperhoofd van de Papache-Indianen is en de vrienden gaan mee naar het dorp. Het opperhoofd vertelt dat bleekgezichten de gouden locomotief gebouwd hebben, maar het ding jaagde bizonkuddes weg. De bleekgezichten hadden toen geen vlees meer en vertrokken, de stokoude tovenaar Wijsisda ging op zoek naar de bizons en kwam niet terug. Het opperhoofd hoort van de heilige totempaal dat de tovenaar een verborgen vallei heeft gevonden waar hij de bizons heeft verstopt, maar de tovenaar is gestorven. De tovenaar betoverde de gouden locomotief; deze moest de rode broeders vertellen waar de bizons zijn verstopt, maar de locomotief bleef steken in de Red Canyon.
Lambik belooft met Lichte Veder te zullen trouwen om zo aan informatie van het opperhoofd te komen. Dan komt Krimson bij het dorp aan en Lichte Veder geeft hem per ongeluk ook de informatie over de bergplaats van de gouden locomotief. De vrienden vinden de locomotief als eerste, maar Krimson bedelft het ding onder rotsblokken. Suske gebruikt zijn walkie-talkieschoen en professor Barabas zendt Jerom naar het verleden. Jerom bevrijdt de gouden locomotief en raakt Krimson met een rotsblok, maar keert dan terug naar zijn eigen tijd omdat hij moet werken. De vrienden stoken met hout de locomotief op en deze komt weer tot leven, de locomotief herkent een hoge rotskegel in het landschap en de vrienden gaan op weg naar de verborgen vallei. Krimson blaast een brug op en Jerom moet opnieuw met de teletijdmachine naar het Wilde Westen worden gestuurd om zijn vrienden te helpen. Lambik krijgt ruzie met de locomotief en vertrekt, Suske en Wiske rijden achter hem aan in het locomotiefje maar moeten op een gegeven moment te voet verdergaan. Lambik vindt de verborgen vallei, maar hij wordt gevolgd door Krimson. Suske en Wiske komen ook in de vallei en zien dat Krimson de gouden locomotief met springstof wil opblazen. Lambik waarschuwt opnieuw professor Barabas, die de gebeurtenissen in het Wilde Westen op het scherm van de teletijdmachine volgt. De professor flitst Lambik en Krimson naar het laboratorium en Jerom brengt de boef naar de politie. De springstof ontploft en de locomotief verliest water, Suske repareert de locomotief en Lambik komt terug in het Wilde Westen. Lambik biedt zijn excuses aan aan de locomotief en ze sluiten weer vriendschap.
De vrienden gaan met de locomotief naar het indianendorp en Lambik herinnert zich dat hij heeft beloofd met Lichte Veder te zullen trouwen. Lambik neemt opnieuw contact op met professor Barabas en de vrienden worden naar hun eigen tijd geflitst, door toedoen van Jerom wordt het opperhoofd ook naar het laboratorium geflitst. Het opperhoofd vertelt dat zijn dochter gelukkig is met de gouden locomotief. Hij wordt weer naar zijn eigen tijd geflitst en de vrienden zien via het scherm van de teletijdmachine hoe Lichte Veder met de gouden locomotief samen is.

## Achtergronden bij het verhaal
- Het verhaal werd op diverse punten aangepast voor de stripversie.
- De andere tot strip bewerkte verhalen uit de poppenserie zijn De zingende kaars, De minilotten van Kokonera, De windbrekers, De regenboogprinses en Het laatste dwaallicht.